# Leone in società
Leone in società (Social Lion) è un film del 1954 diretto da Jack Kinney. È un cortometraggio animato, prodotto dalla Walt Disney Productions e uscito negli Stati Uniti il 15 ottobre 1954, distribuito dalla RKO Radio Pictures.